# NGC 609
NGC 609 је расејано звездано јато у сазвежђу Касиопеја које се налази на NGC листи објеката дубоког неба.
Деклинација објекта је + 64° 32' 12" а ректасцензија 1h 36m 23,7s. Привидна величина (магнитуда) објекта NGC 609 износи 11,0. NGC 609 је још познат и под ознакама OCL 325.